# Stanisław Sieniakiewicz
Stanisław Sieniakiewicz (ur. 15 września 1887 we Lwowie, zm. 1940 w Kijowie) – polski aktor teatralny, urzędnik, ofiara zbrodni katyńskiej.

## Życiorys
Urodził się 15 września 1887 we Lwowie jako syn Stanisława (lub Juliana) i Marii z domu Wichmanek. Kształcił się w C. K. Gimnazjum Lwowskim im. Franciszka Józefa we Lwowie. Od 1909 do 1911 był w zespole Teatru Polskiego w Poznaniu. W latach 30. II Rzeczypospolitej był kierownikiem referatu spraw emerytalnych Wojewódzkiej Komendy Policji Państwowej we Lwowie.
Po wybuchu II wojny światowej i agresji ZSRR na Polskę z 17 września 1939 na terenach wschodnich II Rzeczypospolitej został aresztowany przez Sowietów. Został zamordowany przez NKWD na wiosnę 1940. Jego nazwisko znalazło się na tzw. Ukraińskiej Liście Katyńskiej opublikowanej w 1994 (został wymieniony na liście wywózkowej 72/2-30 oznaczony numerem 2646). Ofiary tej części zbrodni katyńskiej zostały pochowane na otwartym w 2012 Polskim Cmentarzu Wojennym w Kijowie-Bykowni.